# The Last of Us (serial telewizyjny)
The Last of Us – amerykański serial dramatyczny o tematyce postapokaliptycznej, stworzony przez Craiga Mazina i Neila Druckmanna dla HBO. Serial, bazujący na wydanej w 2013 roku grze komputerowej studia Naughty Dog pod tym samym tytułem, opowiada o Joelu (Pedro Pascal) – przemytniku podejmującym się eskortowania nastoletniej Ellie (Bella Ramsey) przez postapokaliptyczne Stany Zjednoczone. Poza Pascalem i Ramsey w serialu występują również m.in. Gabriel Luna jako młodszy brat Joela, Tommy, Merle Dandridge jako przywódczyni ruchu oporu, Marlene, i Anna Torv jako partnerka Joela, Tess.
Serial, mający być największą produkcją telewizyjną w historii Kanady, kręcono w Albercie od lipca 2021 do czerwca 2022. Jest to pierwszy serial HBO oparty na grze komputerowej, powstający przy współpracy z Sony Pictures Television, PlayStation Productions, Naughty Dog, The Mighty Mint i Word Games. Na pierwszą serię składać będzie się dziewięć odcinków napisanych przez Mazina i Druckmanna; drugi z nich był też scenarzystą i reżyserem gry. Gustavo Santaolalla, autor muzyki do gier, napisał ją również do serialu. 
Premiera pierwszej serii odbyła się 15 stycznia 2023. Druga seria jest nadawana od 13 kwietnia 2025.

## Obsada i postacie

### Główna
- Pedro Pascal jako Joel, ocalały z apokalipsy nawiedzany przez wydarzenia z przeszłości, który podejmuje się zadania przemycenia nastoletniej dziewczyny poza strefę kwarantanny, a następnie podróżuje z nią przez Stany Zjednoczone. Po zakończeniu prac nad drugą serią The Mandalorian Pascal otrzymał kilka propozycji od dużych stacji telewizyjnych, ostatecznie decydując się na udział w The Last of Us[1]. Jego gaża za odcinek może wynosić nawet 600 tys. USD, co czyni go jednym z najlepiej opłacanych amerykańskich aktorów telewizyjnych[2]. Widział wcześniej, jak jego siostrzeniec gra w The Last of Us i stwierdził wtedy, że postać Joela jest „imponująca”. Obawiając się, że zbytnia znajomość gry może wpłynąć na jego postrzeganie postaci, zdecydował się „zachować zdrowy dystans”, pozwalając, żeby to showrunnerzy decydowali o charakteryzacji Joela[3].
- Bella Ramsey jako Ellie, czternastolatka przejawiająca opór i złość, potrzebująca jednak bliskości i przynależności. Jest odporna na infekcję powodowaną przez Cordyceps, mogąc stanowić klucz do stworzenia lekarstwa na nią[4]. Zgodnie z tym, jak przedstawiono ją w grach, jest lesbijką[5]. Ramsey o angażu dowiedziała się na planie innego projektu; stwierdziła, że udział w The Last of Us jest „najważniejszym, co do tej pory zrobiła”[6]. Po obsadzeniu jej w roli Ellie zachęcano ją, żeby nie grała w gry, co mogło wpłynąć na jej występ. Zapoznała się z nimi jedynie w formie fragmentów zapisów rozgrywki na YouTubie „żeby wiedzieć, z czym to się je”[7][8].

### Drugoplanowa
- Gabriel Luna jako Tommy, młodszy brat Joela i były żołnierz, nie porzucający optymizmu i nadziei na lepszy świat[9]. Luna został poproszony o udział w castingu około miesiąca po obsadzeniu Pascala i Ramsey. Znał już sposób pracy Craiga Mazina i producent wykonawczej Carolyn Strauss, wcześniej pracował też przy Detektywie HBO. Tydzień po wysłaniu swojego nagrania Mazin, Strauss i Neil Druckmann zaproponowali mu rolę Tommy’ego, którzy od razu mieli stwierdzić, że „to ten”[10]. Podczas produkcji serialu sprezentowano mu playstation 5, żeby mógł zagrać w gry i zapoznać się z postacią[11].
- Anna Torv jako Tess, ocalała i towarzyszka Joela w przemytniczej działalności[12].
- Merle Dandridge jako Marlene, przywódczyni Świetlików – ruchu oporu przeciwko wojskowym. Dandridge wcielała się w tę postać również w grze[13].

### Gościnna
- Nico Parker jako Sarah, córka Joela[14]
- John Hannah jako Dr Neuman, epidemiolog występujący w prologu, opowiadający w talk-show w 1968, o mrówkach zakażonych przez grzyby; postać wymyślona na potrzeby serialu[15].
- Murray Bartlett jako Frank, surwiwalista żyjący z Billem w odizolowanym miasteczku[16]. Bartlett nie znał gier, ale zainteresował go scenariusz serialu[17]. Po otrzymaniu angażu zapoznał się z nimi, stwierdzając, że są bardzo filmowe, chwaląc ich postacie, narrację i tematykę[18].
- Nick Offerman jako Bill, surwiwalista mieszkający z Frankiem. Pierwotnie rolę otrzymał Con O’Neill, ale wobec przeciągających się prac nad serialem musiał zrezygnować z udziału w nim, mając inne zobowiązania zawodowe[19].
- Melanie Lynskey jako Kathleen, przywódczyni buntowników z Kansas City; postać wymyślona na potrzeby serialu[20]
- Storm Reid jako Riley Abel, osierocona dziewczyna dorastająca w postapokaliptycznym Bostonie, przyjaciółka Ellie[21]. Przed castingiem nie znała gier, o opinię o nich poprosiła rodzinę i znajomych[22].
- Jeffrey Pierce jako Perry, buntownik ze strefy kwarantanny; Pierce w grach wcielał się w Tommy’ego[16]. Postać wymyślona na potrzeby serialu, według Pierce’a „mająca duży wpływ na rzeczy”, które przedstawiono w grze[23].
- Lamar Johnson jako Henry Burrell, ukrywający się przed buntownikami z Kansas City wraz ze swoim bratem Samem; w grze postać ta pojawia się w Pittsburghu[24]
- Keivonn Woodard jako Sam Burrell, głuchoniemy, uzdolniony artystycznie młodszy brat Henry’ego[24][25]
- Graham Greene jako Marlon, mężczyzna mieszkający w dziczy Wyoming wraz z żoną; postać stworzona na potrzeby serialu[24]
- Elaine Miles jako Florence, żona Marlona; postać stworzona na potrzeby serialu[24]
- Ashley Johnson jako Anna, samotna kobieta zmuszona urodzić dziecko w przerażających okolicznościach[26]. W grach Johnson wcielała się w Ellie[27].
- Troy Baker jako James, starszy grupy osadników[26]. W grach Baker wcielał się w Joela[27], a Jamesa grał Reuben Langdon[28].
- Rutina Wesley jako Maria, przywódczyni osady Jackson i żona Tommy’ego[29].
- Scott Shepherd jako David, przywódca sekty kanibali[30].

## Historia projektu

### Wstępny rozwój
Po premierze gry The Last of Us podjęto próby zrealizowania dwóch filmów na jej podstawie. Pierwszy, pełnometrażowy, został napisany przez scenarzystę gry Neila Druckmanna, a jego producentem miał być Sam Raimi, projekt jednak nie został zrealizowany. Druga ekranizacja, w formie krótkometrażowej animacji od studia Oddfellows, została skasowana przez Sony. W marcu 2020 ogłoszono, że do zrealizowania adaptacji w formie serialu przymierza się HBO, a przedstawiać ma ona wydarzenia z gry, być może częściowo adaptując również wątki z jej kontynuacji, The Last of Us Part II (2020). Do pomocy Druckmannowi wybrany został Craig Mazin, podobnie jak on pełniący funkcję scenarzysty i producenta wykonawczego. Dodatkowymi producentami zostali Carolyn Strauss i prezes studia Naughty Dog, Evan Wells. Na kompozytora wybrano Gustava Santaolallę, odpowiedzialnego również za muzykę do gier. The Last of Us zapowiedziano jako współprodukcję Sony Pictures Television, PlayStation Productions i Naughty Dog; jest to też pierwszy serial telewizyjny produkowany przez PlayStation Productions. Tworzony jest pod szyldem firmy Bear and Pear Productions.
W czerwcu 2020 ogłoszono, że Johan Renck, który współpracował wcześniej z Mazinem przy Czarnobylu (2019), zostanie producentem wykonawczym i wyreżyseruje pilotażowy odcinek. W listopadzie zrezygnował z zaangażowania w serial ze względu na konflikt harmonogramów, ponieważ produkcja The Last of Us przeciągała się w związku z pandemią Covidu-19. HBO dało serialowi zielone światło 20 listopada 2020. Na kolejnych producentów wybrano wtedy Asada Qizilbasha i Cartera Swana z PlayStation Productions, a Word Games dołączyło jako firma producencka. W styczniu 2021 współproducentem została firma Mighty Mint, a na reżysera pilota wybrano Kantiemira Bałagowa. Bałagow był zainteresowany zekranizowaniem gry od kilku lat i wyreżyserował kilka odcinków, jednak w październiku 2022 przyznał, że porzucił projekt rok wcześniej ze względu na różnice artystyczne, a nakręcony przez niego materiał nie zostanie wykorzystany w serialu. W lutym 2021 kolejnym producentem została Rose Lam.
Według Kanadyjskiej Gildii Reżyserów (DGC), preprodukcja serialu w Calgary rozpoczęła się 15 marca 2021, a Mazin przybył na miejsce w maju. W kwietniu 2021 poinformowano, że część odcinków wyreżyserują Ali Abbasi i Jasmila Žbanić. W lipcu Mazin ogłosił, że na pierwszą serię składać będzie się dziesięć odcinków i konieczne będzie zatrudnienie jeszcze dwóch reżyserów; w listopadzie 2022 potwierdzono ostatecznie, że pierwsza seria będzie liczyć dziewięć odcinków. W lipcu 2021 DGC poinformowała, że jednym z reżyserów będzie Peter Hoar, jako następnych ujawniono Mazina (sierpień), Druckmanna (wrzesień) i Lizę Johnson oraz Jeremy’ego Webba (styczeń 2022). W lutym 2022 Druckmann potwierdził, że wyreżyserował jeden z odcinków, co pozwoliło mu nabrać doświadczenia, które może wykorzystać przy reżyserowaniu gier. Operator Nadim Carlsen, często współpracujący z Abbasim, przyznał, że pracował przy dwóch odcinkach. Za choreografię pierwszej serii odpowiadał Paul Becker, a projekt protez, w tym wygląd zarażonych, opracował Barrie Gower. W tworzenie serialu zaangażowane jest również zajmujące się efektami specjalnymi studio DNEG.
The Last of Us ma być największą produkcją telewizyjną, jaką kiedykolwiek zrealizowano Kanadzie, a zyski, jakie ma ona przynieść Albercie, szacuje się na ponad 200 mln CAD. Według Damiana Pettiego, przewodniczącego kanadyjskiego związku artystów IATSE 212, budżet serialu przekracza 10 mln CAD za odcinek; inne źródła sugerują, że koszt pojedynczego odcinka bliższy jest 15 mln CAD. Według byłego premiera Alberty, Jasona Kenneya, HBO na produkcję serialu może wydawać rocznie nawet 200 mln CAD. Petti i komisarz Calgary ds. filmów Luke Azevedo stwierdzili, że producenci zdecydowali się na Albertę prawdopodobnie częściowo ze względu na wprowadzone w 2021 prawo zmieniające limit ulg podatkowych. IATSE 212 poinformowało, że realizacja serialu w prowincji o 30% zwiększyła zatrudnienie i członkostwa w związku, a pracuje przy nim pięciu scenografów i setki specjalistów technicznych. Według Kenneya, wyprodukowanych może zostać nawet osiem serii; Mazin zasugerował, że jeżeli pierwsza zostanie pozytywnie oceniona, niewykluczone jest stworzenie drugiej. Druckmann ujawnił, że serial pierwsza będzie pokrywała się z wydarzeniami z pierwszej części gry.
Druckmann przyznał, że serial będzie znacznie mniej brutalny niż gra. Już na wczesnym etapie wraz z Mazinem stwierdzili, żeby w adaptacji pozostawić wyłącznie niezbędne sceny przemocy; w grze przemoc stanowiła środek wyrazu pozwalający rozwinąć postać i utożsamić się graczowi z nią, ale w pasywnym medium takim jak serial cel ten można osiągnąć innymi sposobami. Na potrzeby serialu zmieniono również charakterystykę Joela, który jako mężczyzna w średnim wieku, przez długi czas posługujący się bronią palną, ma problemy ze słuchem, a ze względu na liczne podróże zmaga się z bólem kolan. Zmiany te również wynikają ze specyfiki obu mediów – w grze komputerowej realistyczne oddanie wieku Joela mogłoby negatywnie wpływać na rozgrywkę.

### Casting

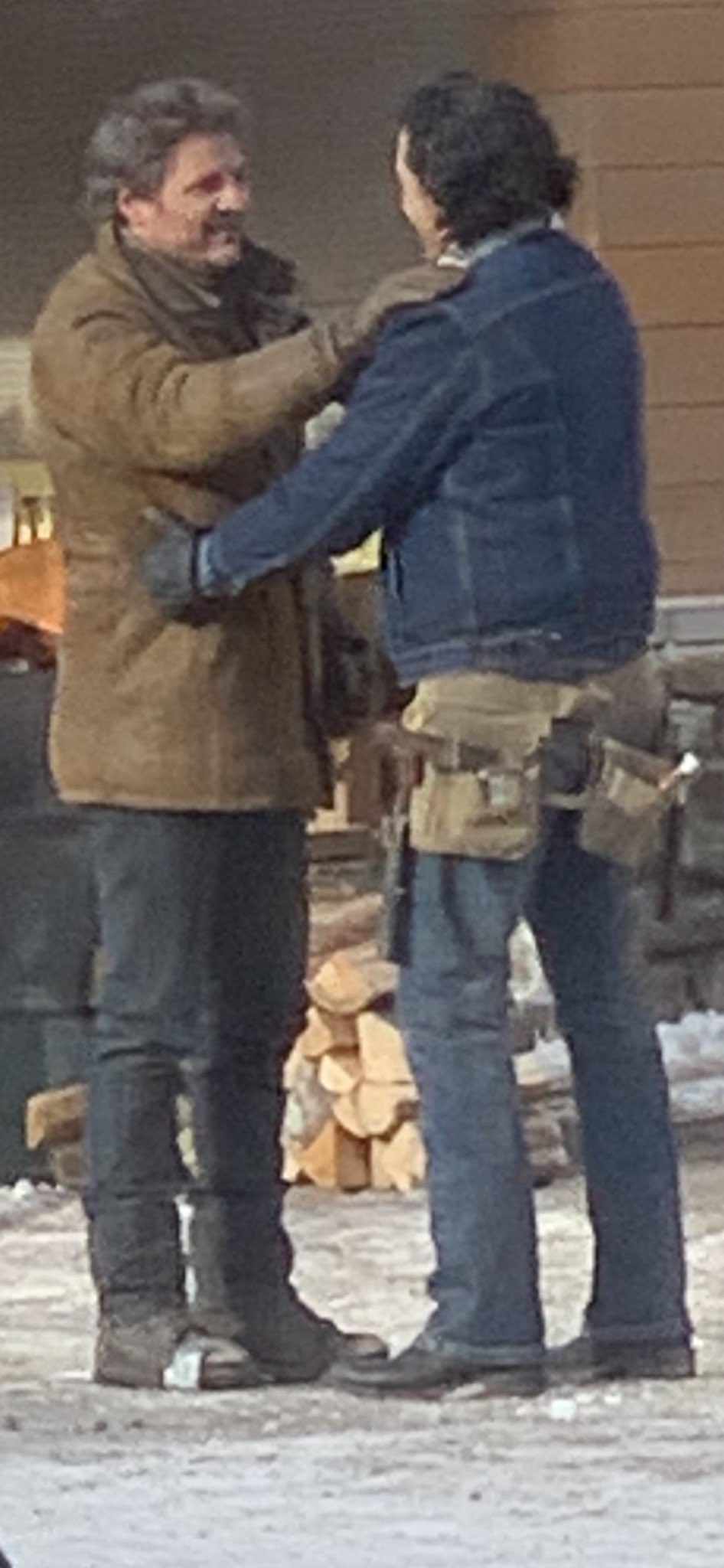
Pedro Pascal i Gabriel Luna na planie zdjęciowym serialu (2021)

8 marca 2020 Druckman potwierdził, że kilka postaci kobiecych z gier – w tym Ellie, Riley, Tess, Marlene i Maria – pojawi się w serialu. 10 lutego 2021 w rolach Joela i Ellie obsadzono Pedra Pascala i Bellę Ramsey. Tego samego dnia poinformowano również, że rolę Joela zaproponowano Mahershali Alemu po tym, jak odrzucił ją Matthew McConaughey. Ali miał rozważać udział w serialu, ale ostatecznie nigdy nie podpisał umowy z producentami. 15 kwietnia ogłoszono, że w Tommy’ego wcieli się Gabriel Luna, a 27 maja, że Dandridge powtórzy rolę Marlene, którą zagrała również w grze. Również w maju pojawiło się ogłoszenie o naborze pełnoletnich statystów z okolic Calgary, Fort Macleod, High River i Lethbridge; preferowane były osoby mające samochody wyprodukowane pomiędzy 1995 a 2003 rokiem. 30 czerwca do obsady dołączyła Parker jako Sarah, 15 lipca ogłoszono angaż Pierce’a, Bartletta i O’Neilla jako Perry’ego, Franka i Billa, a 22 lipca Torv jako Tess. 5 grudnia Bartlett poinformował, że w serialu zagra Offerman; jego udział ujawniono dwa dni później, ujawniając, że zagra Billa po tym, jak O’Neill zrezygnował ze względu na konflikt harmonogramów. 9 grudnia Žbanić poinformowała o udziale Greene’a, Miles i Wesley. 14 stycznia 2022 ogłoszono, że Reid wcieli się w Riley. W lutym Mazin poinformował o poszukiwaniach głuchoniemego czarnego chłopca w wieku 8–14 lat biegle posługującego się amerykańskim bądź afroamerykańskim językiem migowym; niedługo później potwierdzono, że casting dotyczy postaci Sama, który pojawi się w dwóch odcinkach. W czerwcu Druckmann poinformował, że w serialu zagrają Baker i Johnson. W sierpniu w rolach Henry’ego i Sama obsadzono Johnsona i Woodarda, poinformowano również, że Greene i Miles wcielą się w małżeństwo Marlona i Florence. Udział Lynskey zapowiedziano we wrześniu wraz z premierą pierwszej zapowiedzi, a Sheparda w grudniu wraz z pierwszym zwiastunem.

### Scenariusz
Scenarzystami serialu są Mazin i Druckmann. Według Zachodnioamerykańskiej Gildii Scenarzystów przed zredukowaniem liczby odcinków z dziesięciu do dziewięciu, wspólnie napisali dwa pierwsze, Druckmann odpowiadał za ósmy, a Mazin za pozostałe siedem. Mazin – prywatnie fan gry, którą przeszedł dwanaście razy – został przedstawiony Druckmannowi przez ich wspólną znajomą, Shannon Woodward, w Part II wcielającą się w dziewczynę Ellie, Dinę. Druckmann, fan Czarnobyla, pracował wtedy nad filmową ekranizacją gry; Mazin stwierdził, że dobre opowiedzenie tej historii wymaga długości i tempa serialu telewizyjnego, z czym Druckmann się zgodził. Mazin uznał, że ze względu na dobrze napisaną fabułę pierwowzoru serial może zmienić paradygmat filmowych i telewizyjnych adaptacji gier komputerowych, a „decydentom z HBO uświadomienie sobie, że The Last of Us pod względem narracji jest Lawrence’em z Arabii gier komputerowych, zajęło raptem dwadzieścia minut guglowania”. Dodał, że zmiany wprowadzone w serialu względem gry „mają na celu wypełnić brani i uzupełnić go; mają rozbudowywać historię, a nie jej zaprzeczać” i że starano się unikać wątków epizodycznych, jak np. przypadkowych spotkań, które nie były obecne w pierwowzorze. Zdradził, że w serialu pojawią się jednak wątki usunięte z gry, w tym jeden „powodujący opad szczęki”. Druckmann poinformował, że scenariusz serialu częściowo zapożycza dialogi bezpośrednio z gry, podczas gdy inne znacząco się różnią, a pewne sekwencje pierwotnie mocno stawiające na akcję zmieniono na prośbę HBO, żeby bardziej koncentrowały się na postaciach. Dodał, że przy serialu obrano zupełnie inne podejście niż przy filmie Uncharted (2022), również opartym na grach Naughty Dog. Podczas gdy film opowiada nową historię, wplatając w nią wydarzenia z gier, żeby nadać całości „posmaku Uncharted”, The Last of Us jest bezpośrednią adaptacją wprowadzającą pomniejsze zmiany, pozwalającą np. na przedstawienie wydarzeń z perspektywy różnych postaci, co było niemożliwe w grze komputerowej kładącej nacisk na immersyjność.
Pandemia w serialu ma miejsce w roku 2003, a nie w 2013, jak w grze. W grudniu 2022 serwis Rotten Tomatoes ujawnił tytuły trzech pierwszych odcinków: Gdy zgubisz się w ciemności, Cordyceps Ordo Seclorum i Do ostatnich dni. Mazin wyjaśnił, że tytuł drugiego odcinka podany przez stronę był „wczesnym pomysłem” i ostatecznie został zmieniony, ponieważ „nie miał sensu”.

### Zdjęcia
Zdjęcia rozpoczęto w Calgary 12 lipca 2021 – tydzień później, niż pierwotnie zakładano. Ze względu na pandemię Covidu-19 obsadę i ekipę po przekroczeniu granicy Kanady poddano dwutygodniowej kwarantannie. Ksenija Sierieda, częsta współpracowniczka Bałagowa, odpowiadała za zdjęcia, kiedy to on jeszcze był reżyserem. Eben Bolter pracował z Hoarem, z kolei ze Žbanić jej współpracowniczka Christine A. Maier. Członkowie obsady i ekipy przybyli do Calgary w czerwcu. 12 lipca rada miejska High River zatwierdziła wniosek o możliwość kręcenia zdjęć pomiędzy lipcem a październikiem w okolicach Beachwood. Producenci wpłacili do kasy miasta 100 tys. CAD i dodatkowe 15 tys. za możliwość wycięcia kilku drzew. Zdjęcia w High River realizowano wieczorami 13–19 lipca, następnie 19–24 lipca w Fort Macleod, gdzie przygotowywano się do nich od paru miesięcy. Fasady kilku budynków w mieście zmodyfikowano tak, żeby pasowały do serialu, a na miejscu pojawiły się radiowozy z Austin w Teksasie, gdzie rozgrywała się akcja prologu gry. Przed przeniesieniem się do Calgary produkcja wróciła do High River jeszcze wieczorem 29 lipca.
Na potrzeby serialu w pobliżu Stampede Park w Calgary zbudowano uliczkę z ceglanymi budynkami mającą być pokazaną w pierwszym akcie gry bostońską strefą kwarantanny. Bałagow zakończył pracę nad The Last of Us 30 sierpnia, opuszczając projekt ze względu na różnice artystyczne. We wrześniu kręcono sceny z Torv. Zdjęcia do odcinków w reżyserii Hoara zakończono 5 września 2021. 2–18 października kręcono w okolicach Rice Howard Way w centrum Edmonton; Pascal nagrywał ujęcia wprowadzające na początku października, powracając na plan wraz z Ramsey i Torv później w tym samym miesiącu. Przy Rice Howard Way, mającej być postapokaliptycznym Bostonem, zbudowano wielki krater przed włoską restauracją, a skyline miasta zastąpiono blue boksem. Jeden ze sklepów zaaranżowano na zrujnowany salon, a do właściciela innego zgłoszono się z prośbą o możliwość wyrzucenia kaskadera przez przednią szybę. Zdjęcia kręcono też w Alberta Legislature Building, który pokryto pnączami i bluszczem. Czterodniowy okres zdjęciowy w Edmonton kosztował producentów ok. 372 tys. CAD. Pomiędzy 15 a 18 października ponownie kręcono w Calgary, a 23–28 października w Beltline. Zdjęcia do odcinka w reżyserii Druckmana zakończono 7 listopada 2021.
Na potrzeby siódmego odcinka w Canmore odtworzono Jackson w stanie Wyoming, w grze będącym miejscem, w którym osiedlił się Tommy. Zdjęcia realizowano 15–19 listopada, udział w nich brali Pascal, Ramsey i Luna, jak również około trzystu statystów i konie. Większość biznesów w miasteczku podpisała umowę z producentami, którzy zapłacili im 1000–1500 CAD dziennie w ramach rekompensaty za niedogodności związane z realizowaniem serialu. Pod koniec listopada zdjęcia przeniosły się do Mount Royal University i Southern Alberta Institute of Technology (SAIT), odwzorowujących fikcyjny Uniwersytet Wschodniego Kolorado. Z SAIT pozbyto się śniegu, a okolica została pokryta listowiem, żeby móc nagrać sceny rozgrywające się jesienią. Pracę nad odcinkami Žbanić ukończono 9 grudnia 2021. W styczniu 2022 na potrzeby produkcji zaaranżowano centrum handlowe Northland Village Mall w północno-zachodnim Calgary. W tym samym miesiącu twórcy przenieśli się do Okotoks, gdzie zdjęcia kręcono 7–12 lipca. Mieszkańcy zwrócili uwagę, że realizacja serialu w ich mieście przyczyniła się do zwiększenia obrotów; na potrzeby The Last of Us zaaranżowano 28 fasad budynków, co przyniosło miastu 18 tys. CAD dochodu. 14–18 nagrywano w Parku Narodowym Waterton Lakes, gdzie pojawiły się samochody z koloradzkimi tablicami rejestracyjnymi.
14–17 marca zamknięto drogę szybkiego ruchu Airport Trail w północno-wschodnim Calgary ze względu na realizowanie tam zdjęć do produkcji filmowej, którą miała być The Last of Us. Prace nad odcinkiem reżyserowanym przez Webba rozpoczęły się w marcu 2022, a zakończyły w czerwcu, oznaczając jednocześnie koniec zdjęć do całej serii pierwszej. Lamar Johnson i Woodard znaleźli się na planie 23 marca; sceny z ich udziałem rozgrywają się w Kansas City, które w serialu zastąpiło Pittsburgh z gry. W kwietniu zdjęcia kręcono m.in. w okolicach Calgary Courts Centre, Kensington i Victoria Park. W maju na ulicach Calgary pojawiły się samochody wojskowe z emblematami FEDR-y, fikcyjnej organizacji wojskowej pojawiającej się w grach; w tym samym miesiącu kręcono również sceny w scenerii szpitalnej, mające odpowiadać finałowi gry. Pod koniec maja i na początku czerwca nagrywano w Olds, gdzie w realizację zaangażowało się kilka miejscowych firm; powstały na potrzeby serialu mural, który planowano usunąć po zakończeniu zdjęć, postanowiono pozostawić. Zdjęcia zakończyły się nad ranem 11 czerwca 2022, dwa dni później, niż pierwotnie zaplanowano. Dodatkowe zdjęcia nagrywano 4 października na drodze międzystanowej nr 435 w Kansas City.

### Muzyka
Muzykę do serialu napisał Gustavo Santaolalla, wcześniej odpowiedzialny za ścieżkę dźwiękową do gier. Kompozytor stwierdził, że widzowie latynoskiego pochodzenia „rozpoznają [w jego muzyce] znane motywy”. Doświadczenia w pisaniu muzyki do filmów nabrał podczas współpracy przy serialach Jane the Virgin (2014–2019) i Making a Murderer (2015–2018).

## Dystrybucja i promocja
Chociaż Bałagow i „The Hollywood Reporter” początkowo informowali, że emisja serialu rozpocznie się w 2022 roku, HBO zaprzeczyło temu w lutym 2022, podając, że emisja pierwszej serii rozpocznie się prawdopodobnie na początku 2023, potwierdzając to również w lipcu. 26 września 2021 HBO udostępniło pierwsze zdjęcie Pascala i Ramsey w charakteryzacji, a 10 czerwca 2022 pierwsze zdjęcie z serialu. Pierwszy materiał filmowy zaprezentowano 21 sierpnia 2022 podczas premiery Rodu Smoka. We wrześniu 2022 do sprzedaży trafił remake pierwszej części gry, The Last of Us Part I, stworzony częściowo ze względu na możliwość zainteresowania odbiorców serialu grami. Pierwszy zwiastun udostępniono 26 września 2022; potwierdzał on premierę w 2023 oraz udział Lynskey. Wykorzystany w nim utwór „Alone and Forsaken” Hanka Williamsa pojawił się w grze oraz w jednym z jej zwiastunów. W ciągu 24 godzin zwiastun na YouTubie i Twitterze obejrzano ponad 17 mln razy.
Po wyciekach ze strony Sky i HBO Max, HBO 2 listopada 2022 oficjalnie ogłosiło, że premiera serialu w Stanach Zjednoczonych odbędzie się 15 stycznia 2023, udostępniając również pierwszy oficjalny plakat. W USA serial emitowany będzie na HBO oraz udostępniony zostanie w HBO Max. W Polsce premiera będzie dzień po amerykańskiej na HBO i HBO Max, w Australii emitowany będzie na Binge, w Kanadzie przez Crave, w Indiach na Disney+ Hotstar, w Nowej Zelandii na Neonie, w Wielkiej Brytanii, Irlandii, Niemczech, Austrii, we Włoszech i Szwajcarii na kanałach Sky Group. Pierwszy odcinek w ramach specjalnego pokazu zostanie 11 stycznia 2023 wyświetlony w budapesztańskim kinie. 16 listopada 2022 zaprezentowano krótki klip z Joelem i Ellie ukrywającymi się przed klikaczem, promujący pojawienie się serialu na konwencie Comic Con Experience. 30 listopada zaprezentowano plakaty z jedenastoma postaciami, 3 grudnia Dandridge, Druckmann, Luna, Mazin, Pascal i Ramsey pojawili się na CCXP, gdzie przedstawiono pierwszy pełny zwiastun, ujawniając udział w serialu Bakera, Ashley Johnson i Shepherda. 8 grudnia Baker, Ashley Johnson, Pascal i Ramsey byli prezenterami na gali rozdania The Game Awards. Pod koniec grudnia ujawniono, że długość pierwszego odcinka wyniesie 85 minut.
12 marca 2023, po premierze ostatniego odcinka serii pierwszej, na HBO Max udostępniono dokument Na planie serialu „The Last of Us”, przedstawiający kulisy powstawania serialu.

## Lista odcinków
| Seria | Seria | Odcinki | Oryginalna emisja | Oryginalna emisja | Oryginalna emisja PL | Oryginalna emisja PL |
| Seria | Seria | Odcinki | Premiera serii    | Finał serii       | Premiera serii       | Finał serii          |
| ----- | ----- | ------- | ----------------- | ----------------- | -------------------- | -------------------- |
|       | 1     | 9       | 15 stycznia 2023  | 12 marca 2023     | 16 stycznia 2023     | 13 marca 2023        |
|       | 2     | 7       | 13 kwietnia 2025  | 25 maja 2025      | 14 kwietnia 2025     | 26 maja 2025         |

### Seria 1 (2022)
| Nr | # | Tytuł oryginalny                 | Tytuł polski                | Reżyseria      | Scenariusz                  | Premiera   | Premiera PL |
| --- | - | -------------------------------- | --------------------------- | -------------- | --------------------------- | ---------- | ----------- |
| 1 | 1 | When You’re Lost in the Darkness | Gdy zgubisz się w ciemności | Craig Mazin    | Neil Druckmann, Craig Mazin | 15.01.2023 | 16.01.2023  |
| W prologu w 1968 r. w talk-show epidemiolog sugeruje, że w przypadku ocieplenia klimatu możliwa będzie globalna pandemia wywołana przez grzyby, której ludzkość nie przetrwa. We wrześniu 2003 r. świat ogarnia pandemia grzyba, wskutek której ludzie popadają w obłęd. Joel ucieka z Austin wraz ze swoim bratem Tommym i córką Sarą, która ginie zastrzelona przez żołnierzy. Dwadzieścia lat później cywilizacja ludzka jest w ruinie, a Joel mieszka w bostońskiej strefie kwarantanny zarządzanej przez federalną agencję FEDRA, pracując jako przemytnik wraz ze swoją partnerką Tess. Kiedy urywa się kontakt z Tommym, postanawia odszukać go w Wyoming, kupując do tego akumulator samochodowy od miejscowego handlarza, który jednak oszukuje go, sprzedając sprzęt świetlikom – buntownikom sprzeciwiającym się FED-rze. Próbując odzyskać utracony towar Joel i Tess napotykają Marlene, przywódczynię buntowników, która prosi ich o przemycenie czternastoletniej Ellie do Old State House, za co świetliki dadzą im sprawną ciężarówkę. W drodze do celu grupa zostaje złapana przez żołnierzy, którzy poddają ich testowi na zarażenie – okazuje się, że Ellie jest zarażona, ale pomimo długiego czasu od ugryzienia nie wystąpiły u niej żadne efekty. |   |                                  |                             |                |                             |            |             |
| 2 | 2 | Infected                         | Zarażeni                    | Neil Druckmann | Craig Mazin                 | 22.01.2023 | 23.01.2023  |
| Wrzesień 2003. W dniu wybuchu pandemii indonezyjska mykolog zaleca, żeby zbombardować duże miasta, co jest jedynym sposobem na zahamowanie jej rozprzestrzeniania. We współczesności Ellie wyjaśnia Joelowi i Tess, że ma zostać dostarczona świetlikom z nadzieją na znalezienie lekarstwa. Odkrywając, że bezpieczniejsza trasa do Old State House została opanowana przez zarażonych, grupa postanawia wybrać mniej bezpieczną przez Muzeum Bostońskie. W budynku zostają zaatakowani przez klikaczy – jeden z nich gryzie Ellie. Po dotarciu do Old State House odkrywają, że świetliki zostali zabici przez zarażonych. Tess wyjawia, że również została ugryziona, ale w odróżnieniu od Ellie, jej rana się nie goi. Kiedy zarażeni zaczynają szturmować budynek, Tess poświęca się, żeby powstrzymać hordę, umożliwiając ucieczkę Joelowi i Ellie. |   |                                  |                             |                |                             |            |             |
| 3 | 3 | Long Long Time                   | Do ostatnich dni            | Peter Hoar     | Craig Mazin                 | 29.01.2023 | 30.01.2023  |
| Rok 2023. Joel i Ellie udają się po pomoc do Billa i Franka; po drodze Ellie dowiaduje się, jak wyglądały początki pandemii. W retrospekcjach przedstawiona zostaje historia Billa od momentu wybuchu apokalipsy oraz jego związku z Frankiem. Po kilkunastu latach bycia parą schorowani starsi mężczyźni postanawiają wziąć ślub i popełnić samobójstwo, w pożegnalnym liście pozwalając Joelowi zabrać z ich domu to, czego będzie potrzebował. Joelowi udaje zdobyć się działający samochód i obiera kurs na Wyoming, gdzie ma nadzieję odnaleźć Tommy’ego – byłego świetlika – i dowiedzieć się, gdzie może znaleźć ich bazę. |   |                                  |                             |                |                             |            |             |
| 4 | 4 | Please Hold to My Hand           | Weź mnie za rękę            | Jeremy Webb    | Craig Mazin                 | 05.02.2023 | 06.02.2023  |
| Podczas podróży do Wyoming Joel i Ellie wpadają w zasadzkę zastawioną przez bandytów w Kansas City. Jednemu z nich udaje się obezwładnić Joela, którego Ellie ratuje za pomocą zdobytego potajemnie pistoletu. Przywódczyni bandytów, Kathleen, uznaje, że są oni powiązani z poszukiwanym przez nią Henrym Burrellem i urządza polowanie na nich. Jej zastępca Perry odkrywa, że zarażeni znaleźli drogę, przez którą mogą przedostać się do miasta, Kathleen nakazuje jednak skoncentrować się na odnalezieniu Henry’ego. Joel i Ellie budzą się, widząc celujących w nich Henry’ego i jego brata, Sama. |   |                                  |                             |                |                             |            |             |
| 5 | 5 | Endure and Survive               | Wytrwać i przeżyć           | Jeremy Webb    | Craig Mazin                 | 12.02.2023 | 13.02.2023  |
| Henry proponuje Joelowi i Ellie pomoc w ucieczce z miasta przez podziemne tunele. Przyznaje też, że był odpowiedzialny za pojmanie i śmierć brata Kathleen w zamian za leki na białaczkę Sama. Grupie udaje się przedostać przez tunele, ale zostają odkryci przez wrogów. Egzekucję powstrzymuje pojawienie się dużej grupy zarażonych – w tym purchlaka – którzy zabijają Kathleen i Perry’ego. Po ucieczce w bezpieczne miejsce Sam pokazuje Ellie, że został ugryziony, a ta próbuje uleczyć go swoją krwią. Następnego dnia zarażony Sam atakuje Ellie i zostaje zabity przez Henry’ego, który następnie popełnia samobójstwo. Joel i Ellie wyruszają w dalszą podróż. |   |                                  |                             |                |                             |            |             |
| 6 | 6 | Kin                              | Rodzina                     | Jasmila Žbanić | Craig Mazin                 | 19.02.2023 | 20.02.2023  |
| Trzy miesiące po opuszczeniu Kansas City Joel i Ellie docierają do Jackson w Wyoming, gdzie odnajdują Tommy’ego, który wraz ze swoją żoną – Marią – oczekują na narodziny dziecka. Joel wyznaje bratu, że Ellie jest odporna na zarazę i że pogarsza się jego stan psychiczny. Prosi Tommy’ego, żeby zaprowadził dziewczynę do świetlików, obawiając się, że sam nie będzie w stanie zapewnić jej bezpieczeństwa. Ellie podsłuchuje ich rozmowę, co prowadzi do konfrontacji, podczas której Joel postanawia, że ich drogi się rozejdą. Wspominając Sarę zmienia jednak zdanie i konno wyruszają do Kolorado. Odnajdują trop świetlików, mogących mieć bazę w szpitalu w Utah. Zostają napadnięci przez łupieżców, w wyniku czego Joel odnosi poważne rany. |   |                                  |                             |                |                             |            |             |
| 7 | 7 | Left Behind                      | Pozostawieni                | Liza Johnson   | Neil Druckmann              | 26.02.2023 | 27.02.2023  |
| Ranny Joel prosi Ellie, żeby go pozostawiła i uciekała. Dziewczyna wspomina czas, kiedy wraz ze swoją przyjaciółką Riley uczęszczała do szkoły wojskowej FEDR-y. Riley, która uciekła kilka tygodni wcześniej, zakrada się do pokoju Ellie i informuje ją, że została świetlikiem. Zaprasza ją do porzuconego centrum handlowego, gdzie razem spędzają czas. Informuje, że nazajutrz opuszcza Boston. Ellie udaje się ją przekonać, żeby została i całują się. Zostają zaatakowane przez zarażonego – chociaż pokonują go, zarażony gryzie je obie. Postanawiają nie popełniać samobójstwa i wykorzystać ostatnie godziny, jakie im pozostały. We współczesności Ellie postanawia nie opuszczać Joela; znajduje igłę i nici, żeby zszyć jego ranę. |   |                                  |                             |                |                             |            |             |
| 8 | 8 | When We Are in Need              | Gdy będziemy w potrzebie    | Ali Abbasi     | Craig Mazin                 | 05.03.2023 | 06.03.2023  |
| Ellie wyrusza na poszukiwanie jedzenia. Udaje jej się ustrzelić jelenia, którego znajduje kaznodzieja David i jego towarzysz James. Dziewczyna wymienia mięso na penicylinę, a David ujawnia, że mężczyzna, który dźgnął Joela, był członkiem jego grupy. Następnego dnia grupa Davida poszukuje Joela, chcąc się na nim zemścić. Ellie odciąga ich uwagę, ale zostaje porwana. W obozie Davida okazuje się, że karmi on swoich podopiecznych ludzkim mięsem. Joel po odzyskaniu przytomności torturuje dwóch poszukujących go mężczyzn, dowiadując się od nich, dokąd zabrali Ellie. David i James próbują zabić dziewczynę, ta jednak zabija Jamesa i ucieka; kiedy dopada ją David, zabija go tasakiem do mięsa. Joel odnajduje straumatyzowaną Ellie i pociesza ją. |   |                                  |                             |                |                             |            |             |
| 9 | 9 | Look for the Light               | Szukaj światła              | Ali Abbasi     | Craig Mazin, Neil Druckmann | 12.03.2023 | 13.03.2023  |
| W retrospekcji Anna, matka Ellie, zostaje ugryziona przez zainfekowanego w momencie rodzenia córki. Zostaje odnaleziona przez Marlene, która na prośbę Anny niechętnie zabija ją, zanim się przemieni, i zabiera Ellie. We współczesności Joel opowiada o swojej nieudanej próbie samobójczej, którą podjął po śmierci Sary. Joel i Ellie zostają złapani przez świetliki. Po przebudzeniu Joel dowiaduje się od Marlene, że Ellie nie przeżyje zabiegu mającego na celu stworzenia leku. Joel przedziera się przez szpital, zabijając wszystkie napotkane osoby, w tym poddające się; po dotarciu do sali operacyjnej zabija chirurga mającego przeprowadzić zabieg i zabiera Ellie. Przed ucieczką zabija również Marlene. Kiedy Ellie odzyskuje przytomność, Joel mówi jej, że świetliki znalazły inne odporne osoby i nie udało im się stworzyć leku. Po dotarciu w okolice Jackson dziewczyna prosi, żeby przysiągł, że to, co powiedział jej o świetlikach jest prawdą, co Joel czyni. |   |                                  |                             |                |                             |            |             |

### Seria 2 (2025)
| Nr | # | Tytuł oryginalny   | Tytuł polski         | Reżyseria          | Scenariusz                                 | Premiera   | Premiera PL |
| --- | - | ------------------ | -------------------- | ------------------ | ------------------------------------------ | ---------- | ----------- |
| 10 | 1 | Future Days        | Przyszłe Dni         | Craig Mazin        | Craig Mazin                                | 13.04.2025 | 14.04.2025  |
| Pięć lat po wydarzeniach w Salt Lake City teraz 19-letnia Ellie dokonuje odkrycia podczas patrolu ze swoją najlepszą przyjaciółką Diną. W Jackson Hole Joel szuka pomocy, aby naprawić swoje relacje z Ellie. |   |                    |                      |                    |                                            |            |             |
| 11 | 2 | Through the Valley | Przez dolinę         | Neil Druckmann     | Craig Mazin                                | 20.04.2025 | 21.04.2025  |
| Abby rozważa swoje opcje, a Jackson Hole przygotowuje się na nadciągającą burzę w obliczu rosnących doniesień o Zainfekowanych.                                                                               |   |                    |                      |                    |                                            |            |             |
| 12 | 3 | The Path           | Ścieżka              | Peter Hoar         | Craig Mazin                                | 27.04.2025 | 28.04.2025  |
| Dina dzieli się ważnymi informacjami, a Ellie przygotowuje się do złożenia petycji do rady miejskiej. Natomiast na obrzeżach Seattle religijna sekta próbuje uciec przed wojną.                               |   |                    |                      |                    |                                            |            |             |
| 13 | 4 | Day One            | Dzień pierwszy       | Kate Herron        | Craig Mazin                                | 04.05.2025 | 05.05.2025  |
| 14 | 5 | Feel Her Love      | Poczujcie jej miłość | Stephen Williams   | Craig Mazin                                | 11.05.2025 | 12.05.2025  |
| 15 | 6 | The Price          | Cena                 | Neil Druckmann     | Neil Druckmann, Halley Gross i Craig Mazin | 18.05.2025 | 19.05.2025  |
| 16 | 7 | Convergence        | Konwergencja         | Nina Lopez-Corrado | Neil Druckmann, Halley Gross i Craig Mazin | 25.05.2025 | 26.05.2025  |

## Odbiór
Pierwszy sezon serialu spotkał się z dobrą reakcją krytyków. W agregatorze recenzji Rotten Tomatoes 96% z 391 recenzji uznano za pozytywne, a średnia ocen wystawionych na ich podstawie wyniosła 8,75 na 10. Z kolei w agregatorze Metacritic średnia ważona ocen z 42 recenzji wyniosła 84 punkty na 100.